# Brousseval
Brousseval ist eine französische Gemeinde mit 625 Einwohnern (Stand: 1. Januar 2022) im Département Haute-Marne in der Region Grand Est (bis 2015 Champagne-Ardenne). Sie gehört zum Arrondissement Saint-Dizier und ist Mitglied im Gemeindeverband Communauté d’agglomération du Grand Saint-Dizier, Der et Vallées. Die Bewohner werden Broussevaliens und Broussevaliennes genannt.
Die Gemeinde erhielt 2024 die Auszeichnung „Eine Blume“, die vom Conseil national des villes et villages fleuris (CNVVF) im Rahmen des jährlichen Wettbewerbs der blumengeschmückten Städte und Dörfer verliehen wird.

## Geografie
Brousseval liegt in der dünn besiedelten südlichen Champagne, etwa 17 Kilometer südlich von Saint-Dizier am Fluss Blaise. Umgeben wird Brousseval von den Nachbargemeinden Wassy im Norden und Westen, Magneux im Nordosten, Valleret im Osten und Südosten sowie Vaux-sur-Blaise und Montreuil-sur-Blaise im Süden.

## Bevölkerungsentwicklung
| Jahr                       | 1962 | 1968 | 1975 | 1982 | 1990 | 1999 | 2006 | 2011 | 2018 |
| -------------------------- | ---- | ---- | ---- | ---- | ---- | ---- | ---- | ---- | ---- |
| Einwohner                  | 1216 | 1269 | 1193 | 1095 | 923  | 832  | 732  | 732  | 677  |
| Quellen: Cassini und INSEE |      |      |      |      |      |      |      |      |      |

## Sehenswürdigkeiten
- Kirche Saint-Louvent